# Sylvie Baïpo-Temon

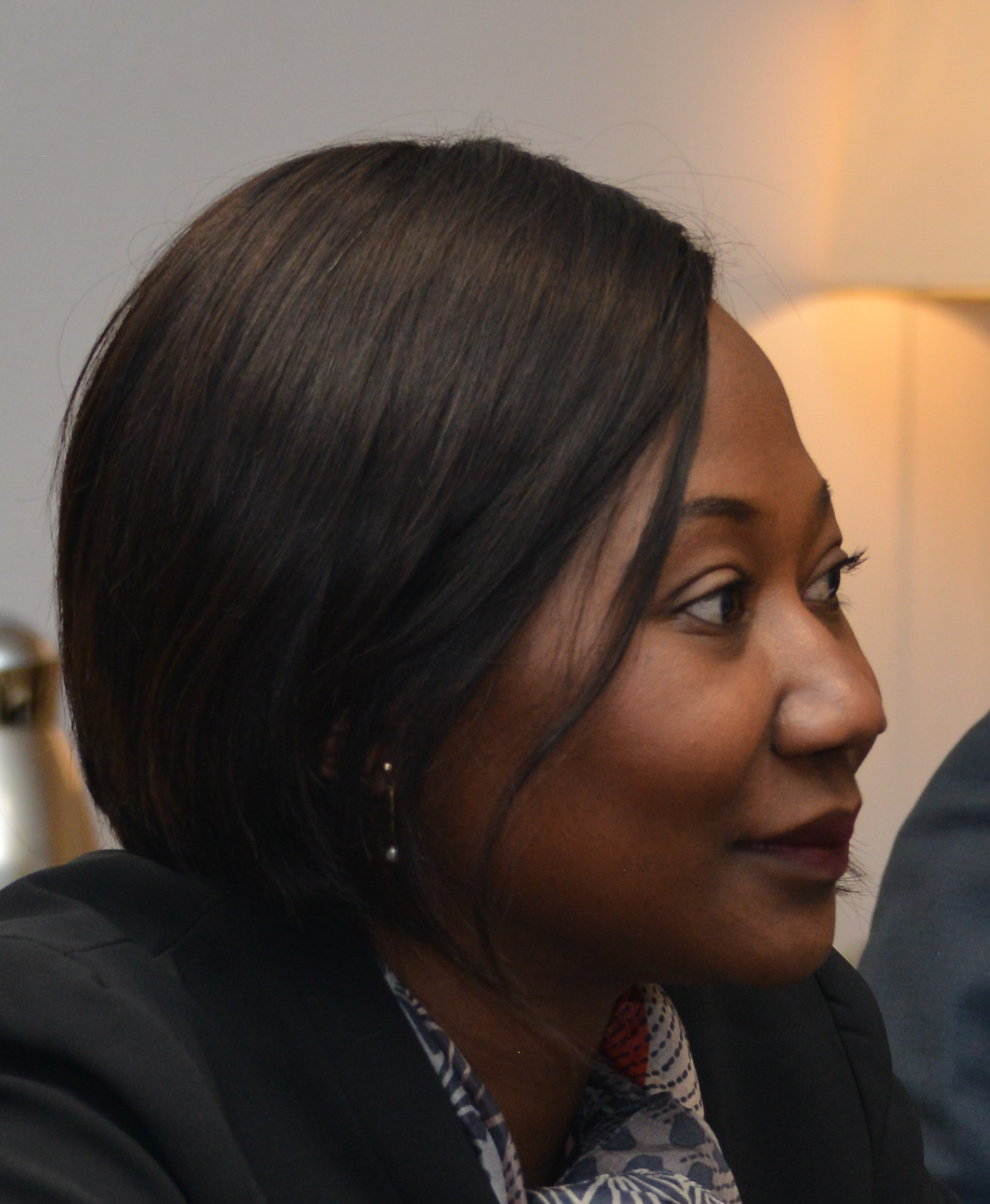
Sylvie Baïpo-Temon, 2019

Sylvie Valérie Baïpo-Temon (* 20. Jahrhundert) ist eine zentralafrikanische Politikerin. Seit Dezember 2018 ist sie Außenministerin ihres Landes.

## Leben
Baïpo-Temon erwarb 1996 einen Abschluss in Wirtschaftswissenschaften an der Universität von Orléans in Frankreich, bevor sie an der Universität von Poitiers Wirtschaft und Finanzintegration studierte. Sie schloss ihr Studium der Finanzwissenschaften an der Universität Paris X Nanterre ab und wurde dann 2003 Finanzanalystin bei BNP Paribas. Zwischen 2014 und 2015 arbeitete sie als Repräsentantin für das Diaspora-Komitee der Zentralafrikanischen Republik.
Sie löste am 14. Dezember 2018 Charles-Armel Doubane als Außenministerin ab, der als zu frankophil galt, da Präsident Faustin-Archange Touadéra sich in letzter Zeit um eine stärkere Anbindung an Russland bemüht hatte. Baïpo-Temon hatte keine vorherige diplomatische Erfahrung.
Im Juli 2022 wurde Sylvie Baïpo-Temon von den französischen Steuerbehörden zur Zahlung von nicht gezahlten Steuern in Höhe von 18.000 Euro verurteilt.